# Il vampiro dell'isola
Il vampiro dell'isola (Isle of the Dead) è un film del 1945 diretto da Mark Robson e prodotto da Val Lewton per la RKO.

## Trama
Prima guerra balcanica, 1912. Dopo una vittoriosa battaglia il generale greco Pherides raggiunge una piccola isola per visitare la tomba della moglie morta anni prima. Lo accompagna il reporter Oliver Davis, che sta seguendo i fatti della guerra per conto di un giornale americano.
Giunto nel cimitero, il generale scopre che il sepolcro è stato violato e che le spoglie della moglie sono state trafugate. Non riuscendo a far luce sul mistero i due uomini decidono di rientrare, ma quando stanno per imbarcarsi odono provenire da poco lontano il canto di una donna; il generale Pherides, convinto che quella presenza notturna abbia a che fare con la profanazione delle tombe, vuole inoltrarsi nell'isola per saperne di più e così lui e Oliver raggiungono la dimora dell'archeologo svizzero Albrecht. Quest'ultimo ha dato ospitalità ai coniugi St. Aubyn e al signor Robbins, viaggiatori stranieri sorpresi dalla battaglia. Nella casa vivono anche due donne greche: l'anziana Kira e una ragazza di nome Thea, il cui canto notturno aveva attirato l'attenzione del generale e del suo compagno.
Durante la notte il signor Robbins muore. Il generale teme che si tratti di una malattia epidemica e il suo ufficiale medico, il dottor Drossos, da lui chiamato sull'isola, glielo conferma. Il generale dispone perciò che nessuno si allontani dalla casa per impedire la diffusione del contagio fra le truppe. Kira è invece convinta che il signor Robbins, come più tardi il signor St. Aubyn, sia morto per colpa di Thea, che dietro l'aspetto innocente della fanciulla nasconderebbe la natura mostruosa di una vorvolaka, specie di vampiro delle leggende greche. Il generale dapprima irride i racconti di Kira ma col passare dei giorni inizia a crederci anche lui. Oliver se ne avvede e teme per Thea, della quale nel frattempo si è innamorato. Dopo il dottor Drossos anche la signora St. Aubyn subisce il contagio e, creduta morta, viene sepolta in una cripta. Durante la notte riesce a scoperchiare la bara e ad uscire dalla tomba ma ha ormai perduto la ragione: ucciderà Kira e il generale (impedendogli di sopprimere Thea) e infine precipiterà da una rupe. All'alba Thea e Oliver possono finalmente lasciare l'isola.

## Produzione
Il film fu prodotto dalla RKO Radio Pictures.

## Distribuzione
Distribuito dalla RKO, il film fu presentato in prima a New York il 7 settembre 1945.
In Italia il film fu proiettato nel 1948 con divieto ai minori di 16 anni. Per la trasmissione televisiva si procedette ad un ridoppiaggio diretto da Mimmo Palmara su dialoghi di Ennio Plateroti.